# Al-Zakarijja Ibn Muhammad Kazwini
Al-Zakarijja Ibn Muhammad Kazwini (ur. ok. 1203 w Kazwinie, zm. w 1283 w Damaszku) – arabski historyk i kosmograf. Był autorem pracy geograficznej, w której w porządku alfabetycznym opisane zostały poszczególne kraje, miasta, rzeki i góry. W dziele tym przedstawił również biografie sławnych osób i opisał wypadki historyczne. Kazwini był także autorem uważanej za najlepszą w literaturze arabskiej pracy z dziedziny kosmografii.